# Shaft
För andra betydelser, se Shaft (olika betydelser).
För originalfilmen från 1971, se Mitt namn är Shaft.
Shaft är en amerikansk långfilm från 2000 i regi av John Singleton, med Samuel L. Jackson, Vanessa Williams, Jeffrey Wright och Christian Bale i rollerna.

## Om filmen
Shaft regisserades av John Singleton, som även skrivit filmens manus tillsammans med Shane Salerno och Richard Price. Manuset är baserat på en roman av Ernest Tidyman.
Filmen är en nyinspelning av Mitt namn är Shaft, och i titelrollen syns Samuel L. Jackson. Richard Roundtree, som spelade Shaft i originalfilmen, medverkar som onkel John Shaft.

## Rollista
| Samuel L. Jackson     | – John Shaft           |
| Vanessa L. Williams   | – Carmen Vasquez       |
| Jeffrey Wright        | – Peoples Hernandez    |
| Christian Bale        | – Walter Wade, Jr.     |
| Busta Rhymes          | – Rasaan               |
| Dan Hedaya            | – Jack Roselli         |
| Toni Collette         | – Diane Palmieri       |
| Richard Roundtree     | – Uncle John Shaft     |
| Ruben Santiago-Hudson | – Jimmy Groves         |
| Josef Sommer          | – Curt Fleming         |
| Lynne Thigpen         | – Carla Howard         |
| Philip Bosco          | – Walter Wade, Sr.     |
| Pat Hingle            | – Hon. Dennis Bradford |
| Lee Tergesen          | – Luger                |
| Daniel von Bargen     | – Lt. Kearney          |
| Mekhi Phifer          | – Trey Howard          |